# Prawo Chladniego
Prawo Chladniego – prawo charakteryzujące zależność między częstotliwością drgań ciała o symetrii osiowej a ilością węzłów powstających na jego powierzchni, jeżeli ciało to umocowane jest centralnie. Wyraża je wzór:
{\displaystyle \nu =A\left(m+an\right)^{b},}
gdzie:
{\displaystyle m} – liczba liniowych węzłów radialnych,
{\displaystyle n} – liczba koncentrycznych węzłów kołowych,
{\displaystyle A,a,b} – parametry zależne od kształtu ciała.
Dla płaskiej okrągłej płytki najlepszą zgodność otrzymuje się, gdy parametry te przyjmują wartości jak we wzorze:
{\displaystyle \nu =\left(m+2n\right)^{2}.}